# Lanuèjols (Losera)
Lanuèjols (en francès Lanuéjols) és un municipi francès situat al departament del Losera i a la regió d'Occitània.